# Gonomyia (Idiocerodes) florens
Gonomyia (Idiocerodes) florens is een tweevleugelige uit de familie steltmuggen (Limoniidae). De soort komt voor in het Nearctisch gebied.